# Проєктивна модель

Через точку проходить нескінченно багато прямих, що не перетинають пряму

Проєктивна модель (модель Кляйна, модель Бельтрамі — Кляйна) — модель гіперболічної геометрії, запропонована італійським математиком Еудженіо Бельтрамі. Німецький математик Фелікс Кляйн розробив її незалежно.
За її допомогою доводиться несуперечливість гіперболічної геометрії в припущенні несуперечливості евклідової геометрії.

## Історія
Цю модель запропонував Бельтрамі, поряд з моделлю Пуанкаре і моделлю псевдосфери
Ще раніше, 1859 року цю модель побудував Кейлі. Але він розглядав її лише як деяку конструкцію в проєктивній геометрії і, мабуть, не помітив зв'язку її з неевклідовою геометрією. 1869 року з його роботою ознайомився 20-річний Кляйн. Він згадує, що 1870 року виступив з доповіддю про роботи Кейлі на семінарі Веєрштрасса і, як він пише, «закінчив її питанням, чи не існує зв'язку між ідеями Кейлі і Лобачевського. Я отримав відповідь, що це — дві дуже віддалені за ідеєю системи». Як каже Кляйн «я дозволив переконати себе цими запереченнями і відклав убік вже дозрілу думку». Однак 1871 року він до цієї думки повернувся, оформив її математично і опублікував.

## Модель
Гіперболічну площину подано у цій моделі відкритим диском, обмеженим деяким колом — абсолютом. Точки абсолюту, так звані «ідеальні точки», гіперболічній площині вже не належать. Пряма гіперболічної площини — це хорда абсолюту, що з'єднує дві ідеальні точки.
Рухами гіперболічної геометрії в проєктивній моделі оголошуються проєктивні перетворення площини, що переводять внутрішність абсолюту в себе. Конгруентними вважаються фігури всередині абсолюту, що переводяться одна в одну такими рухами. Якщо точки {\displaystyle A} і {\displaystyle B} лежать на хорді {\displaystyle PQ} так, що порядок їх проходження на прямій {\displaystyle PABQ}, тоді відстань {\displaystyle \ell (A,B)} у гіперболічній площині визначається як
{\displaystyle \ell (A,B)={\frac {R}{2}}\,{\rm {ln}}(PQ;BA)}
де {\displaystyle (PQ;BA)} позначає подвійне відношення, {\displaystyle R} — радіус кривини гіперболічної площини.

### Зауваження
- Будь-який факт евклідової геометрії, описаний такою мовою, подає деякий факт гіперболічної геометрії. Іншими словами, будь-яке твердження неевклідової гіперболічної геометрії на площині є не що інше, як твердження евклідової геометрії на площині, що стосується фігур усередині кола, переказане в зазначених термінах.

- Евклідова аксіома про паралельні явно не виконується в цій моделі, оскільки через точку {\displaystyle O}, що не лежить на даній хорді {\displaystyle a}, проходить скільки завгодно хорд, що не перетинають її.

## Властивість
- Хорди, які зустрічаються на граничному колі, відповідають асимптотично паралельним прямим.
- Дві хорди перпендикулярні, якщо, продовжені за межі диска, кожна проходить через полюс іншої (полюс хорди — це точка перетину дотичних до абсолюту в кінцевих точках хорди). Хорди, що проходять через центр диска, мають полюс на нескінченності, ортогональний до напрямку хорди (звідси випливає, що прямі кути на діаметрах не спотворені).
- Кола в моделі стають еліпсами;
- Орициклам відповідають еліпси, що мають з абсолютом дотик порядку 4.
- Еквідистанті прямої відповідають дуги еліпсів, дотичних до абсолюту в двох абсолютних точках цієї прямої.